# Línea 915 (Argentina)
La línea 915 de autobuses interprovinciales de Argentina es una concesión de jurisdicción nacional para el transporte de pasajeros. El servicio está actualmente operado por la empresa Azul S.A.T.A. (Azul Sociedad Anónima Transporte Automotor) perteneciente al grupo empresario Rosario Bus.
Cubre un recorrido que une la localidad de Villa Constitución, cabecera del departamento Constitución, Provincia de Santa Fe, con la localidad de San Nicolás de los Arroyos, cabecera del partido homónimo, Provincia de Buenos Aires.

## Unidades
Colores: Las unidades están pintadas totalmente de amarillo, con identificación en rótulo negro.
Unidades en Circulación:
6
unidades.

### 501
Listado de unidades observadas en servicio.

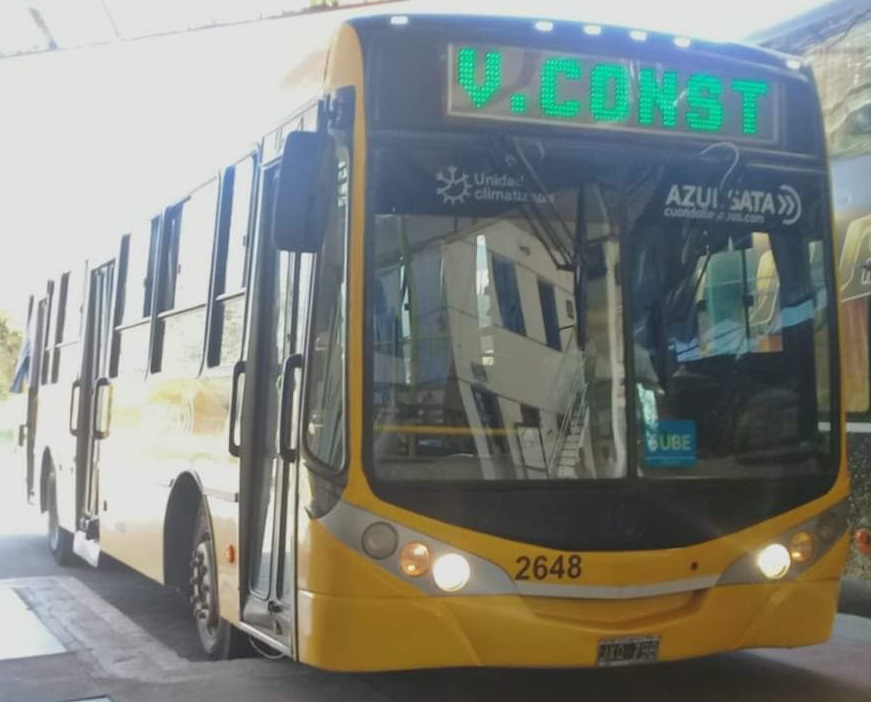
Un colectivo de la línea 915 en San Nicolás de los Arroyos

Véase Línea 910.

## Administración
Azul S.A.T.A.: Ingeniero Silveyra 3710, B1606DFJ, +54 11 4763-0545 / 4766-2106 - Munro, Partido de Vicente López - Provincia de Buenos Aires
Rosario Bus S.A.: San Juan 1280, S2000BDT, + 54 341 4403111 / 4405588 / 4476215 / 4484285 - Rosario (Argentina) - Provincia de Santa Fe

## Puntos de Interés dentro del recorrido
- Empalme Villa Constitución
- Villa Constitución
- Ruta Provincial 21
- San Nicolás de los Arroyos

## Ramales
Posee un ramal:
- Desde el 9 de noviembre de 2009, hasta Empalme Villa Constitución.

## Recorridos
Servicio diurno y nocturno.
|  | KBHFa |

|  | STR |

|  | BHF | KBHFa |  |

|  | STRl | ABZg+r |  |

|  |  | HST |

|  |  | HST |

|  |  | STR |

|  |  | hKRZWae |

|  |  | STR |

|  | BUS2 | KBHFe |  |